# 2024年世界水泳選手権タジキスタン選手団
2024年世界水泳選手権タジキスタン選手団は、2024年2月2日から2月18日までカタールのドーハで開催された第21回世界水泳選手権のタジキスタン選手団、およびその競技結果。

## 選手団
- 人員: 選手 2人

## 選手名簿・結果
| 選手                       | 種目              | 予選   | 予選 | 準決勝   | 準決勝   | 決勝     | 決勝     |
| 選手                       | 種目              | 結果   | 順位 | 結果     | 順位     | 結果     | 順位     |
| -------------------------- | ----------------- | ------ | ---- | -------- | -------- | -------- | -------- |
| ファフリディン・マドカモフ | 男子50m自由形     | 26秒38 | 91位 | 予選敗退 | 予選敗退 | 予選敗退 | 予選敗退 |
| ファフリディン・マドカモフ | 男子50mバタフライ | 27秒25 | 51位 | 予選敗退 | 予選敗退 | 予選敗退 | 予選敗退 |
| エカテリーナ・ボルダチョワ | 女子50m自由形     | 29秒35 | 80位 | 予選敗退 | 予選敗退 | 予選敗退 | 予選敗退 |
| エカテリーナ・ボルダチョワ | 女子50mバタフライ | 30秒65 | 45位 | 予選敗退 | 予選敗退 | 予選敗退 | 予選敗退 |